# Juan Antonio Múgica
Juan Antonio Múgica (Bilbao, ¿? – Pamplona, 27 de febrero de 1797) fue un compositor y maestro de capilla español de origen vasco.

## Vida
Aunque no se sepa la fecha exacta de su nacimiento, se sabe que en el año 1754 era infante de coro en la Catedral de Pamplona, en Navarra. 3 años más tarde, obtuvo una capellanía en el mismo lugar, pero lo renunció en 1759 porque se trasladó a la capilla musical de La Soledad en Madrid. En la capital tuvo la oportunidad de ampliar sus conocimientos musicales, sobre todo en canto y composición. 
En 1761 fue nombrado maestro de capilla de la Colegiata de Tudela, cargo que ocupó durante doce años. En esta etapa de su vida inició los trámites para acceder a las órdenes sagradas. Además, tuvo la oportunidad de componer un drama para música encargado expresamente para el casamiento entre José María Magallón, hijo de los marqueses de San Adrián; y María Josefa Armendáriz, hija de los marqueses de Casalfuerte. Desgraciadamente, no se conserva esta obra. 
Después de su estancia en Tudela, Múgica fue nombrado maestro de capilla de la Catedral de Pamplona en sustitución a Andrés de Escaregui, que murió en 1773 a causa de problemas de salud. Así, el músico bilbaíno ocupó ese cargo hasta el año 1779, que acabó renunciándolo por su mala salud. No obstante, Múgica siguió con su actividad musical y obtuvo una plaza de corista en la Iglesia de San Saturnino conocida por parroquia de San Cernín, Pamplona, donde se mantuvo hasta su muerte en febrero de 1797.

## Obra
Respecto a su legado musical, se han hallado doce composiciones (algunas incompletas) repartidas por diferentes catedrales, santuarios y archivos:
- 2 misas
- 2 antífonas
- 1 calenda
- 1 himno
- 1 letanía a 8 voces y acompañamiento
- 1 aria (El Cordero, solo se conserva la parte de violín 1º y 2º)
- 4 villancicos. Destaca el A ese nuevo Paraíso (1779) a cuatro voces, con violines, trompas y acompañamiento[1]